# Peter Saget
Peter Saget (* 27. April 1859 in Bonn; † 1. November 1933 ebenda) war ein deutscher Journalist und Schriftsteller.
Saget begann 1879 seine journalistische Tätigkeit beim Bonner General-Anzeiger. Später wechselte er als Redakteur zur Aachener Volkszeitung. Dann ging er nach Arnsberg, wo er das Zentral-Volksblatt leitete. Von 1917 bis 1927 war er in Cloppenburg Redakteur der Münsterländischen Tageszeitung. Im März 1928 zog er zurück in seine Geburtsstadt Bonn.
Im ersten Jahrzehnt des 20. Jahrhunderts lebte Saget als freier Schriftsteller in Honnef.

## Werke
- Das romantische Siebengebirge in Geschichte und Sage. Aachen 1888. Digitalisat
- Der Mönch von Heisterbach. Bonn 1908.
- Bertha vom Drachenfels. Festspiele vom Siebengebirge 1. Honnef a. Rh. 1909.
- Roland und Hildegard. Festspiele vom Siebengebirge 2. Honnef a. Rh. 1909.
- Helja. Honnef 1910.
- Bad Honnef, das deutsche Nizza in Rheinlands Paradies. 1911 (Neudruck 1996).
- Adolf Kolping. Warendorf 1912.
- Der Kommunismus im Wandel der Zeiten. Cloppenburg 1920.

| Personendaten    | Personendaten                           |
| ---------------- | --------------------------------------- |
| NAME             | Saget, Peter                            |
| KURZBESCHREIBUNG | deutscher Journalist und Schriftsteller |
| GEBURTSDATUM     | 27. April 1859                          |
| GEBURTSORT       | Bonn                                    |
| STERBEDATUM      | 1. November 1933                        |
| STERBEORT        | Bonn                                    |